# Dirphya mabokensis
Dirphya mabokensis är en skalbaggsart som först beskrevs av Stefan von Breuning och Teocchi 1978.  Dirphya mabokensis ingår i släktet Dirphya och familjen långhorningar. Inga underarter finns listade i Catalogue of Life.